# برأب (بختاجرد)
برأب (بالفارسية: برآب) هي قرية تقع في إيران في البلدة المركزية. يقدر عدد سكانها بـ 854 نسمة بحسب إحصاء 2016.